# Coleen Rowley

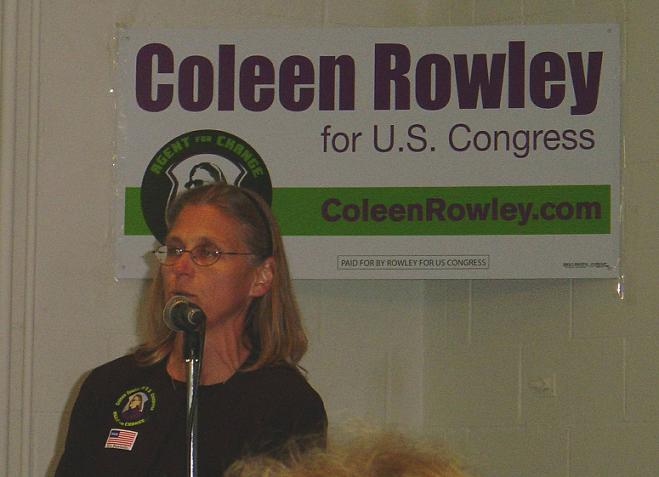
Coleen Rowley während des Wahlkampfes 2006

Coleen Rowley (* 20. Dezember 1954) ist eine US-amerikanische Whistleblowerin und ehemalige Kandidatin für den US-Kongress der Minnesota Democratic-Farmer-Labor Party sowie eine ehemalige Agentin des FBI. Sie wurde mit dem Sam Adams Award ausgezeichnet und war „Person des Jahres“ 2002.

## Karriere
Rowley ist Juris Doctor (lt. Gelehrte des Rechts), ihre Alma Mater das „College of Law“ der University of Iowa. Am Wartburg College erreichte sie vorher einen Abschluss in Französisch.

### FBI
Während ihres Dienstes beim FBI ab 1984 als „Special Agent“ gab es verschiedene Posten im Ausland, etwa bei der Botschaft der Vereinigten Staaten in Paris und innerhalb der USA. Ab 1990 war sie „Chief legal adviser“ (deutsch: Leitende Beraterin in Rechtsangelegenheiten) in der Niederlassung Minneapolis. Nach den Terroranschlägen am 11. September 2001 schrieb sie an den damaligen FBI-Direktor Robert Mueller, in dem sie Fehlverhalten ihrer Kollegen bei Ermittlungen zu des Terrorismus verdächtigten Personen anprangerte.

„During the early aftermath of September 11th, when I happened to be recounting the pre-September 11th events concerning the Moussaoui investigation to other FBI personnel in other divisions or in FBIHQ, almost everyone's first question was "Why?--Why would an FBI agent(s) deliberately sabotage a case? (I know I shouldn't be flippant about this, but jokes were actually made that the key FBIHQ personnel had to be spies or moles, like Robert Hanssen, who were actually working for Osama Bin Laden to have so undercut Minneapolis' effort.)“

„Während der ersten Zeit nach dem 11. September, als ich das vor dem 11. September Geschehene zu der Untersuchung ‚Moussaoui‘ resümierte, war die Reaktion anderer Angestellter hier oder im Hauptquartier praktisch immer: ‚Warum? – Warum sollten FBI-Agenten einen derartigen Fall wissentlich sabotieren?‘ (Ich weiß, ich sollte da nicht schnippisch sein, aber es wurden Witze darüber gemacht, dass leitende Angestellte der Zentrale Doppelagenten oder Maulwürfe wie Robert Hanssen seien, die wirklich mit Osama bin Laden zusammenarbeiten und so unsere Moral untergraben.)“

Darauf wurde sie vor den Senat der Vereinigten Staaten und die Untersuchungskommission zu den Anschlägen des 11. Septembers geladen. Dort wiederholte sie ihre Aussagen unter Eid. In der Folge gab es auf Initiative des Senators Chuck Grassley eine maßgebliche Umstrukturierung des FBI. Rowley gilt seitdem als Whistleblowerin.
2004 beendete sie ihre Laufbahn nach 24 Dienstjahren.

### Politik
2005/06 strebte Rowley mit Unterstützung des Demokraten John Murtha einen Sitz im Repräsentantenhaus der Vereinigten Staaten an, unterlag jedoch dem Republikaner John Kline.

## Auszeichnungen
- Time „Person des Jahres“, 2002
- Sam Adams Award, 2002